# Bethania de la Cruz
Bethania de la Cruz de Peña (Santo Domingo, 13 maggio 1987) è una pallavolista dominicana, schiacciatrice dell'Athletes Unlimited.

## Carriera

### Club
La carriera di Bethania de la Cruz inizia nel 2001 col Deportivo Nacional, con cui disputa vari tornei giovanili. Dal 2004 al 2006 fa parte del Mirador, con cui si aggiudica due volte il torneo regionale del Distrito Nacional.
Nella stagione 2007 viene ingaggiata per la prima volta all'estero, dalle Vaqueras de Bayamón, nella Liga de Voleibol Superior Femenino portoricana, venendo premiata come MVP dell'All-Star Game e miglior attaccante del campionato. Nella stagione 2007-08 viene ingaggiata dalle Toray Arrows, con cui vince lo scudetto e la Coppa dell'Imperatrice. Nel 2008 torna al Mirador per disputare la Salonpas Cup, dove viene premiata come miglior attaccante.
Nella stagione 2008-09 viene ingaggiata dal GS Caltex di Incheon, con cui è finalista della V-League sudcoreana. Successivamente gioca prima nel Navarrete e poi ritorna al Mirador, per disputare il campionato mondiale per club 2010. Nella stagione 2011 viene ingaggiata dalle Criollas de Caguas, con cui vince la LVSF; al termine della stagione fa anche collezione di premi individuali, venendo eletta Most Valuable Player, miglior realizzatrice e miglior servizio del torneo; stabilisce inoltre due record: quello di ace nella stagione regolare, superando quota 50, e quello di ace in una sola partita dei play-off, mettendone a segno 9 in 3 soli set.
Nella stagione 2011-12 viene ingaggiata dalle Denso Airybees, in Giappone, mentre nella stagione successiva ritorna al GS Caltex Seoul, ora trasferitosi nella capitale, dove milita per due annate, raggiungendo due volte la finale scudetto e vincendo la seconda, oltre a collezionare svariati premi come miglior giocatrice. Nella stagione 2014-15 si trasferisce in Turchia ingaggiata dall'Eczacıbaşı, vincendo la Champions League e la campionato mondiale per club.
Nel campionato 2016-17 torna a giocare a livello di club e approda in Russia, ingaggiata dalla Dinamo Mosca, con cui vince lo scudetto. Per il campionato seguente approda in Italia, alla Savino Del Bene di Scandicci, in Serie A1. Emigra quindi in Indonesia per partecipare alla Proliga 2019 con il Jakarta Pertamina, venendo eletta miglior servizio del torneo, tornando in seguito in patria per disputare la Liga de Voleibol Superior 2019 col Mirador, conquistando ancora uno scudetto e venendo premiata come miglior giocatrice e miglior attaccante del torneo.
Fa ritorno in Russia per disputare la Superliga 2019-20 con la Dinamo-Kazan, con cui si aggiudica la Coppa di Russia e il campionato. Nel 2021 gioca invece negli Stati Uniti d'America, dove partecipa alla prima edizione dell'Athletes Unlimited. Dopo aver giocato per le kazake dell'Altay per il solo campionato mondiale per club 2021, nel 2022 prende parte alla seconda edizione dell'Athletes Unlimited, vincendo il campionato e venendo premiata come miglior schiacciatrice. Dopo aver disputato anche l'edizione 2023 dell'Athletes Unlimited, è di scena nella Pro Volleyball Federation 2024 con le Omaha Supernovas, con cui vince lo scudetto e viene inserita nella prima squadra All-PVF.
Partecipa nuovamente all'Athletes Unlimited nel 2024, classificandosi al secondo posto e venendo premiata come miglior schiacciatrice.

### Nazionale
Nel 2005 fa il suo esordio nella nazionale dominicana maggiore, con cui vince la medaglia di bronzo al campionato nordamericano. Un anno dopo è finalista con la nazionale Under-20 al campionato nordamericano di categoria, venendo anche premiata come miglior giocatrice e miglior realizzatrice del torneo; con la nazionale maggiore invece vince la medaglia di bronzo alla Coppa panamericana 2006 e quella d'oro ai XX Giochi centramericani e caraibici.
Durante l'estate del 2007 viene premiata come miglior realizzatrice alla Coppa panamericana, dove vince la medaglia di bronzo, ai XV Giochi panamericani e al campionato nordamericano, dove vince un'altra medaglia di bronzo. Nell'estate successiva trionfa alla Coppa panamericana e conquista la medaglia d'argento alla Final Four Cup, dove viene premiata come miglior realizzatrice e miglior attaccante.
Nel 2009 vince la medaglia d'argento alla Coppa panamericana, venendo premiata come MVP e miglior servizio del torneo, e la medaglia di bronzo alla Final Four Cup; dopo la vittoria del campionato nordamericano, si prende un anno di pausa per maternità. Torna a difendere i colori della sua nazionale nel 2010 per la Coppa panamericana, in cui vince la medaglia d'oro, ripetendosi alla Final Four Cup. Con la nazionale, nel 2011, è finalista alla Coppa panamericana e al campionato nordamericano, venendo premiata come MVP del torneo; grazie a questo piazzamento partecipa alla Coppa del Mondo, dove viene eletta miglior realizzatrice e miglior servizio della competizione.
Continua a collezionare medaglie con la sua nazionale, vincendo l'argento e l'oro rispettivamente alla Coppa panamericana 2013 e 2014, oltre un altro argento al campionato continentale 2013 e a salire sul massimo gradino del podio ai XXII Giochi centramericani e caraibici. Nel 2015 vince la medaglia di d'oro alla NORCECA Champions Cup, quella di bronzo ai XVII Giochi panamericani e, dopo un periodo di inattività a causa di un infortunio, ritorna in campo con durante l'estate del 2016, vincendo la medaglia d'oro alla Coppa panamericana, seguita da un argento nell'edizione seguente del torneo, riconquistata nel 2018 e nel 2019.
Nel 2019 trionfa ai XVIII Giochi panamericani, venendo inoltre eletta miglior giocatrice e miglior schiacciatrice del torneo, e al campionato nordamericano, insignita del premio come miglior servizio. Due anni più tardi, dopo aver partecipato ai Giochi della XXXII Olimpiade, si aggiudica l'oro al campionato nordamericano 2021, dove viene premiata come miglior schiacciatrice. In seguito conquista ancora un oro alla Coppa panamericana 2022, dove viene premiata come miglior servizio e miglior schiacciatrice, alla NORCECA Final Six 2022 e al campionato nordamericano 2023; mette al collo anche un argento alla NORCECA Final Six 2023 e altri due ori ai XIX Giochi panamericani e alla NORCECA Final Six 2024.

## Palmarès

### Club
- Campionato giapponese: 1

2007-08
- Campionato portoricano: 1

2011
- Campionato russo: 2

2016-17, 2019-20
- Campionato dominicano: 1

2019
- Athletes Unlimited: 1

2022
- PVF: 1

2024
- Coppa dell'Imperatrice: 1

2007
- Coppa di Russia: 1

2019
- CEV Champions League: 1

2014-15
- Campionato mondiale per club: 1

2015

### Nazionale (competizioni minori)
- Coppa panamericana 2005
- Coppa panamericana 2006
- Giochi centramericani e caraibici 2006
- Campionato nordamericano Under-20 2006
- Coppa panamericana 2007
- Coppa panamericana 2008
- Final Four Cup 2008
- Coppa panamericana 2009
- Final Four Cup 2009
- Coppa panamericana 2010
- Final Four Cup 2010
- Coppa panamericana 2011
- Montreux Volley Masters 2013
- Coppa panamericana 2013
- Coppa panamericana 2014
- Giochi centramericani e caraibici 2014
- NORCECA Champions Cup 2015
- Giochi panamericani 2015
- Coppa panamericana 2016
- Coppa panamericana 2017
- Coppa panamericana 2018
- Coppa panamericana 2019
- Giochi panamericani 2019
- Coppa panamericana 2022
- NORCECA Final Six 2022
- NORCECA Final Six 2023
- Giochi panamericani 2023
- NORCECA Final Six 2024

### Premi individuali
- 2006 - Campionato nordamericano Under-20: MVP
- 2006 - Campionato nordamericano Under-20: Miglior realizzatrice
- 2007 - Liga de Voleibol Superior Femenino: MVP dell'All-Star Game
- 2007 - Coppa panamericana: Miglior realizzatrice
- 2007 - XV Giochi panamericani: Miglior realizzatrice
- 2007 - Campionato nordamericano: Miglior realizzatrice
- 2007 - Pallavolista dominicana dell'anno
- 2008 - Final Four Cup: Miglior realizzatrice
- 2008 - Final Four Cup: Miglior attaccante
- 2008 - Salonpas Cup: Miglior attaccante
- 2008 - Pallavolista dominicana dell'anno
- 2009 - V-League: Miglior attaccante
- 2009 - Coppa panamericana: MVP
- 2009 - Coppa panamericana: Miglior servizio
- 2009 - Qualificazioni nordamericane al campionato mondiale 2010: Miglior attaccante
- 2011 - Liga de Voleibol Superior Femenino: MVP
- 2011 - Liga de Voleibol Superior Femenino: Miglior realizzatrice
- 2011 - Liga de Voleibol Superior Femenino: Miglior servizio
- 2011 - Campionato nordamericano: MVP
- 2011 - XVI Giochi panamericani: Miglior realizzatrice
- 2011 - Coppa del Mondo: Miglior realizzatrice
- 2011 - Coppa del Mondo: Miglior servizio
- 2012 - Qualificazioni nordamericane ai Giochi della XXX Olimpiade: MVP
- 2013 - V-League: MVP 1º round
- 2014 - V-League: MVP delle finali play-off
- 2014 - V-League: MVP dell'All-Star Game
- 2014 - V-League: MVP 2º round
- 2014 - V-League: MVP 3º round
- 2014 - Coppa panamericana: Miglior schiacciatrice
- 2015 - Champions League: Miglior schiacciatrice
- 2017 - Coppa panamericana: Miglior schiacciatrice
- 2019 - Proliga: Miglior servizio
- 2019 - Liga de Voleibol Superior: MVP
- 2019 - Liga de Voleibol Superior: Miglior attaccante
- 2019 - XVIII Giochi panamericani: MVP
- 2019 - XVIII Giochi panamericani: Miglior schiacciatrice
- 2020 - Qualificazioni nordamericane ai Giochi della XXXII Olimpiade: Miglior schiacciatrice
- 2020 - Qualificazioni nordamericane ai Giochi della XXXII Olimpiade: Miglior servizio
- 2020 - Qualificazioni nordamericane ai Giochi della XXXII Olimpiade: MVP
- 2021 - Campionato nordamericano: Miglior schiacciatrice
- 2022 - Athletes Unlimited Volleyball: Miglior schiacciatrice
- 2022 - Coppa panamericana: Miglior servizio
- 2022 - Coppa panamericana: Miglior schiacciatrice
- 2024 - Pro Volleyball Federation: All-PVF First Team
- 2024 - Athletes Unlimited Volleyball: Miglior schiacciatrice